# Les Claypool
Leslie Edward Claypool (ur. 29 września 1963 w Richmond) – amerykański basista rockowy, założyciel i lider grupy Primus i Oysterhead.
Uczęszczał do De Anza High School w Richmond. Jego szkolnym kolegą był Kirk Hammett, późniejszy gitarzysta zespołu Metallica. Poza działalnością artystyczną muzyk jest współwłaścicielem winnicy Claypool Cellars w Kalifornii. Wraz z żoną Chaney (z domu Smith) ma dwoje dzieci, syna Cage’a Olivera i córkę Lenę Tallulah.

## Dyskografia
| - Les Claypool And The Holy Mackerel – Highball With The Devil (1996) - Jerry Cantrell – Boggy Depot (1998, gościnnie) - Limp Bizkit – Significant Other (1999, gościnnie) - Buckethead – Monsters And Robots (1999, gościnnie) - Gov’t Mule – The Deepest End (2003, gościnnie) |  | - Tom Waits – Real Gone (2004, gościnnie) - Jack Irons – Attention Dimension (2004, gościnnie) - Adrian Belew – Side Three (2006, gościnnie) - Les Claypool – Of Whales And Woe (2006) - Les Claypool – Of Fungi and Foe (2009) |

## Publikacje
- South of the Pumphouse, 2006,  Akashic Books, ISBN 978-1-933354-06-4

## Filmografia
- We Sold Our Souls for Rock 'n Roll (2001, film dokumentalny, reżyseria: Penelope Spheeris)[11]
- Rising Low (2002, film dokumentalny, reżyseria: Mike Gordon)[12]
- Everyday Sunshine: The Story of Fishbone (2010, film dokumentalny, reżyseria: Lev Anderson, Chris Metzler)[13]
- Rush: Beyond the Lighted Stage (2010, film dokumentalny, reżyseria: Sam Dunn, Scot McFadyen)[14]
- Cure for Pain: The Mark Sandman Story (2011, film dokumentalny, reżyseria: Rob Gordon Bralver, David Ferino)[15]
- Theory of Obscurity: A Film About the Residents (2015, film dokumentalny, reżyseria: Don Hardy Jr.)[16]